# Nikos Zoupanīs
Nikos Zoupanīs (in greco Νίκος Ζουπάνης?; Volo, 18 marzo 1989) è un ex giocatore di beach volley e pallavolista greco, opposto dell'Olympiakos.

## Carriera

### Club
La carriera di Nikos Zoupanīs inizia nella formazione del Larissa, prima di approdare al beach volley, dove si disimpegna per un triennio. Torna a dedicarsi all'indoor nella stagione 2011-12, quando viene ingaggiato dal Panathīnaïkos, in Volley League, mentre dal termine dell'annata si dedica parallelamente a entrambe le discipline, disimpegnandosi in club minori come il Kollegio Athīnōn e il Rethymno. 
Dopo un'annata in serie cadetta con l'AEK Atene, si dedica esclusivamente all'indoor a partire dal campionato 2016-17, quando approda all'Olympiakos: nel triennio con i biancorossi si alterna nei ruoli di centrale e opposto fino a essere impiegato esclusivamente nel secondo, conquistando due scudetti, una Coppa di Grecia e tre edizioni della Coppa di Lega.
Nella stagione 2019-20 emigra per la prima volta in un campionato estero, disputando la divisione cadetta francese con il Saint-Nazaire, ritornando immediatamente in patria nella stagione seguente, in cui veste la maglia del Kīfisia. Nell'annata 2021-22 torna in forza all'Olympiakos, con cui si aggiudica una Challenge Cup, due scudetti, una coppa nazionale, una Coppa di Lega e una Supercoppa greca.

### Nazionale
Nel 2016 viene per la prima volta convocato dalla nazionale greca, partecipando alle qualificazioni al campionato europeo 2017: con la selezione ellenica, in seguito, conquista il bronzo ai XVIII Giochi del Mediterraneo e l'argento alla European Silver League 2019.

## Palmarès

### Club
- Campionato greco: 4

2017-18, 2018-19, 2022-23, 2023-24
- Coppa di Grecia: 2

2016-17, 2023-24
- Supercoppa greca: 1

2024
- Coppa di Lega: 4

2016-17, 2017-18, 2018-19, 2024-25
- Challenge Cup: 1

2022-23

### Nazionale (competizioni minori)
- Giochi del Mediterraneo 2018
- European Silver League 2019